# Freedom (альбом Эйкона)
Freedom — третий студийный альбом американского исполнителя Эйкона, издан 2 декабря 2008 года. Первоначально альбом был назван «Acquitted». Это первый альбом Эйкона, не помеченный стикером Parental Advisory. За первую неделю было продано 110,600 копий.

## История
Работа над альбомом началась в мае 2008 года и закончилась в конце того же года. Первоначально альбом должен был называться «Acquitted», но позже лейбл Эйкона Universal Music подтвердил, что это будет «Freedom». Хотя на «Freedom» есть некоторые пошлости, но он не содержит предупреждения Parental Advisory. Это первый альбом музыканта, без стикера Parental Advisory.
В июле в интернет попала просочившаяся запись дуэта Эйкона с Майклом Джексоном под названием «Hold My Hand». На первых показах песня якобы была снята музыкальным лейблом Эйкона. Изначально песня была опубликована как демо музыканта, он был единственным исполнителем. Ходили слухи, что просочившаяся песня войдёт в грядущий альбом как самого певца, так и Джексона. В интервью MTV Эйкон говорил, что планирует включить эту песню в альбом. Однако 17 октября 2008 лейбл Эйкона опубликовал информацию о трек-листе и в альбоме не было дуэта с Джексоном.
Бонус-трек из Великобритании «Clap Again» содержит сэмплы песни «Click Click Click» группы New Kids on the Block. В просочившуюся версию заглавного сингла «Right Now (Na Na Na)» вошли стихи рэпера Дэнни Фернандеса, но в окончательном варианте песни записан только Эйкон. Треки «Against the Grain» и «We Don't Care» изначально назывались «Falling in Love» и «Could You Be the Reason» соответственно.
Вероятно «Troublemaker» является продолжением первого сольного сингла Эйкона «Don't Matter» № 1 в Billboard Hot 100 с лирикой, предполагающей, что это так, как он говорит: «Подобно словам, это не имеет значения, но на этот раз они хотят видеть нас вместе, посмотри на нас сейчас».

## Позиции в чартах
| Чарт (2008)                           | Наивысшая позиция |
| ------------------------------------- | ----------------- |
| U.S. Billboard 200                    | 7                 |
| U.S. Billboard Top R&B/Hip-Hop Albums | 3                 |
| Canadian Albums Chart                 | 11                |
| Greek Albums Chart                    | 27                |
| UK Albums Chart                       | 31                |
| Australian Albums Chart               | 24                |

## Список композиций
| №   | Название                                                   | Продюсер(ы)                    | Длительность |
| --- | ---------------------------------------------------------- | ------------------------------ | ------------ |
| 1.  | «Right Now (Na Na Na)»                                     | Akon, Giorgio Tuinfort         | 4:01         |
| 2.  | «Beautiful» (featuring Colby O'Donis & Kardinal Offishall) | Akon, Jaylien 2010             | 5:13         |
| 3.  | «Keep You Much Longer»                                     | Akon, Giorgio Tuinfort         | 4:21         |
| 4.  | «Troublemaker» (featuring Sweet Rush)                      | Akon, Timothy Walls            | 3:57         |
| 5.  | «We Don't Care»                                            | Akon, Giorgio Tuinfort         | 3:34         |
| 6.  | «I'm So Paid» (featuring Young Jeezy & Lil Wayne)          | Akon, Detail                   | 3:26         |
| 7.  | «Holla Holla» (featuring T-Pain)                           | Akon, T-Pain                   | 3:00         |
| 8.  | «Against the Grain» (featuring Ray Lavender)               | Akon, RedOne                   | 3:46         |
| 9.  | «Be with You»                                              | Akon, Hakim                    | 3:49         |
| 10. | «Sunny Day» (featuring Wyclef Jean)                        | Akon, RedOne                   | 3:15         |
| 11. | «Birthmark»                                                | Akon, Giorgio Tuinfort, Detail | 3:59         |
| 12. | «Over the Edge»                                            | Akon, Giorgio Tuinfort         | 4:20         |
| 13. | «Freedom»                                                  | Akon, Giorgio Tuinfort         | 4:12         |